# Самарський метрополітен
Самарський метрополітен (рос. Самарский метрополитен) — лінія метрополітену в Самарі. Один із видів міського пасажирського транспорту Самари. Початкова ділянка з 4 станцій відкрита 26 грудня 1987. На травень 2018 року налічує 10 станцій, з них 9 підземних і одну наземну, розташованих на одній лінії, довжина якої становить 12,7 км.

## Історія
Рада Міністрів СРСР дозволила розробку технічного проєкту метро в місті Куйбишев в листопаді 1977. Проєкт було доручено інституту «Метрогіпротранс» Міністерства транспортного будівництва СРСР, а розробка робочої документації — його філії «Горьковметропроект» в м. Горький (нині Нижній Новгород).
У вересні 1980, почалося будівництво перегону між станціями «Проспект Леніна» (майбутня станція «Російська» біля Будинку Культури 4-го ГПЗ) і «Октябрська» (майбутня станція «Алабінська») — практично в центрі міста. Але після побудови тунель цього перегону було законсервовано — вирішено було вести будівництво метро з Юнгородка, де знаходяться найбільші промислові підприємства міста.
Наприкінці 1980-го почалося будівництво першої станції «Кіровська» в Юнгородку. У вересні 1981 було змонтовано перший щит і почалася щитова проходка тунелю між станціями «Кіровська» та «Безім'янка».
Відкрити першу лінію Куйбишевського метрополітену планували в 1987, до 70-річчя Жовтневої революції. 6 листопада був проведений перший пробний рейс, а 25 грудня був підписаний акт про приймання першої нитки (4 станції). Регулярний пасажирський рух на першій гілці було відкрито 26 грудня 1987. Куйбишевське метро стало 5-м в Росії та 12-м в СРСР (на той момент функціонували метрополітени в Москві, Ленінграді, Києві, Тбілісі, Баку, Харкові, Ташкенті, Єревані, Мінську, Горькому, Новосибірську).

### Хронологія відкриття ділянок
| Ділянка                      | Дата відкриття   | Довжина |
| ---------------------------- | ---------------- | ------- |
| «Юнгородок» — «Перемога»     | 1987, 26 грудня  | 4,5 км  |
| «Перемога» — «Радянська»     | 1992, 31 грудня  | 1,6 км  |
| «Совєтська» — «Спортивна»    | 1993, 25 березня | 1,4 км  |
| «Спортивна» — «Гагарінська»  | 1993, 30 грудня  | 1,5 км  |
| «Гагарінська» — «Московська» | 2002, 27 грудня  | 1,3 км  |
| «Московська» — «Російська»   | 2007, 26 грудня  | 1,1 км  |
| «Російська» — «Алабінська»   | 2014, 26 грудня  | 1,3 км  |
| Всього: 10 станцій           |                  | 12,7 км |

## Операції
Система управляється муніципальною компанією Самарський метрополітен, яка була приватизована Міністерством залізничного транспорту ще на початку 1990-х. Компанія несе відповідальність за все управління системою, включаючи управління і ремонт тунелю і колії, рухомого складу, станцій і навіть координації планування будівельних робіт.
Рухомий склад забезпечується єдиним депо «Кіровське», яка відповідає за управління всім рухомим складом. Всі вони моделі 81-717/714.

### Режим роботи
Метрополітен працює з 6:00 до 0:00. Інтервал руху складає від 10 хвилин, рано в ранці та пізно ввечері збільшується до 12 — 13 хвилин.

## Перспективи
Від станції «Алабінська» перша лінія має прямувати в напрямку історичного центру міста до театру, розташованого неподалік від впадіння Самари в Волгу. На іншому кінці лінії, станція «Юнгородок», яка була тимчасовою, буде ліквідована, а на новому продовженні буде побудована станція «Крила Рад». Це дозволить завершити першу чергу. Подальші плани включають другу і третю лінії метрополітену, і станції мають стати станціями пересадки.
У віддаленій перспективі можливе будівництво другої лінії, що починатиметься біля залізничного вокзалу та прямуватиме на північ. Пересадка на першу лінію буде на станції «Московська».

## Галерея

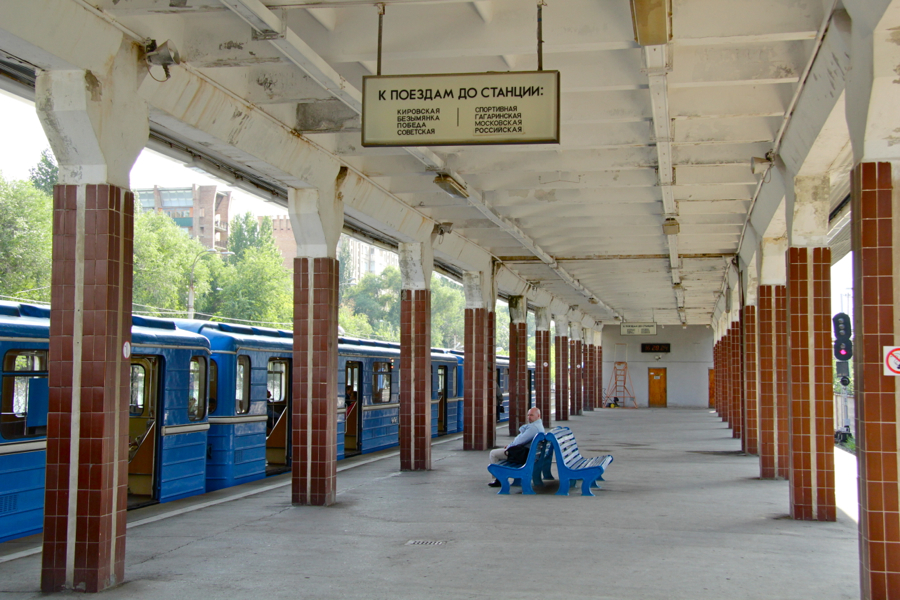
Станція Юнгородок
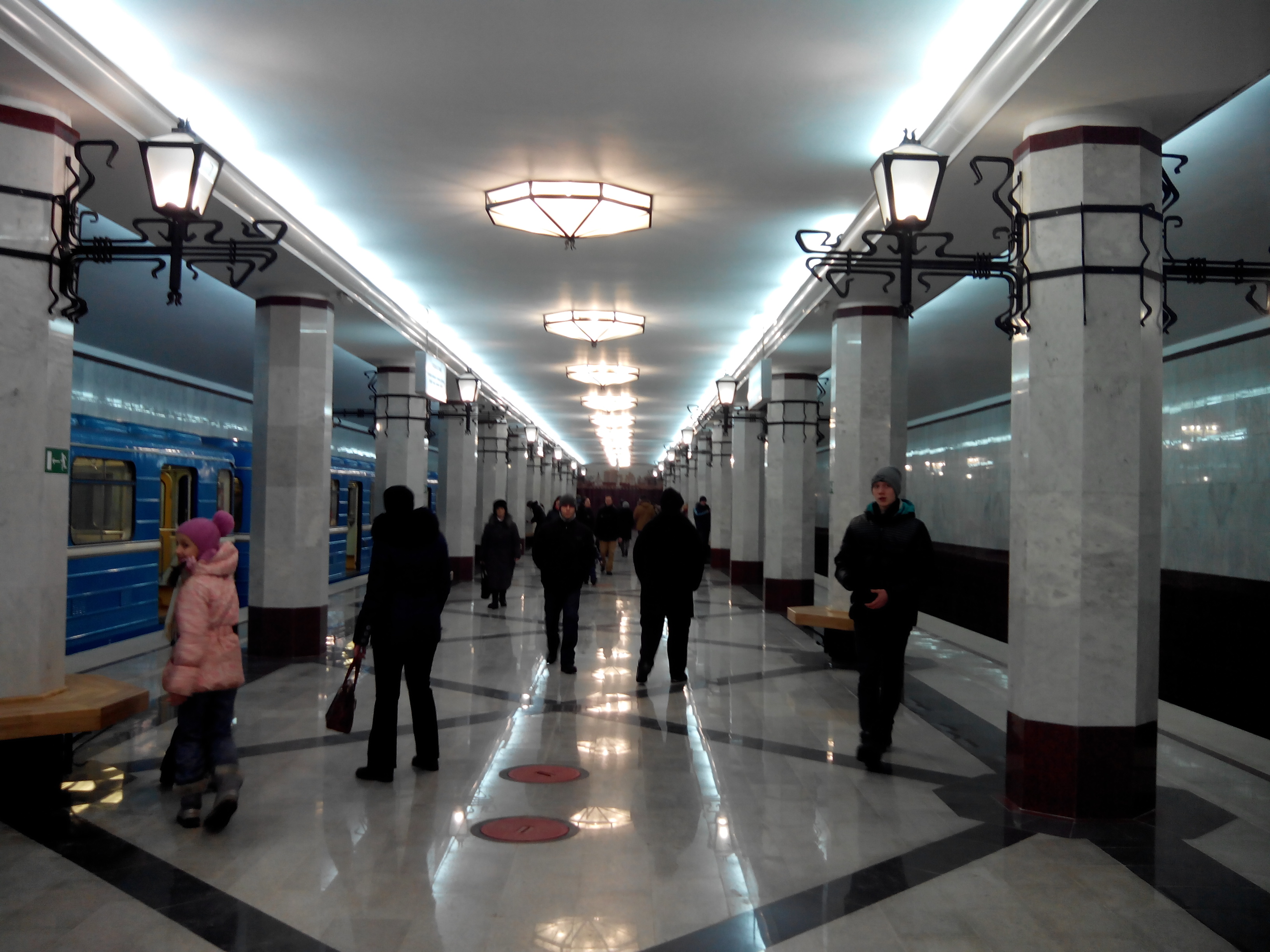
Станція Алабінська
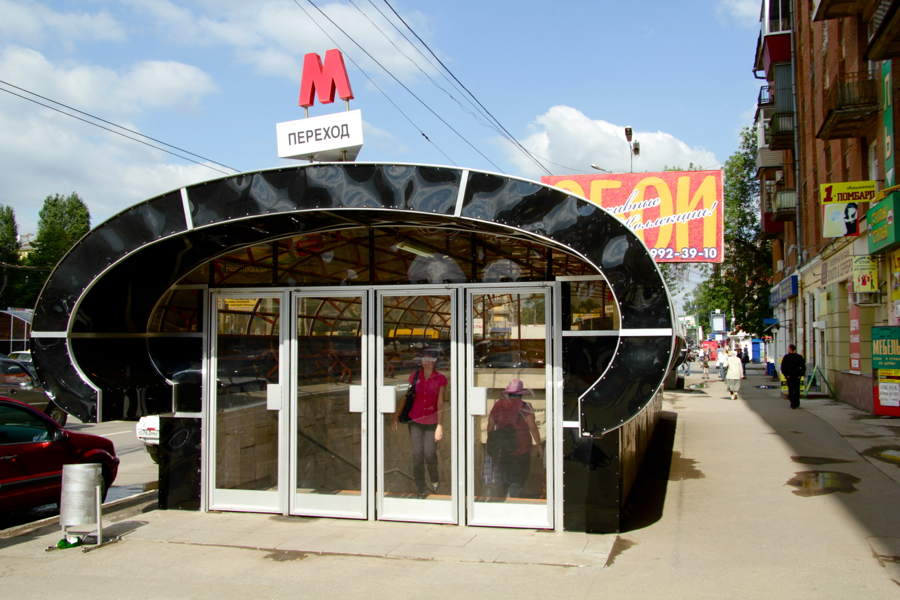
Вихід зі станції Безім'янка
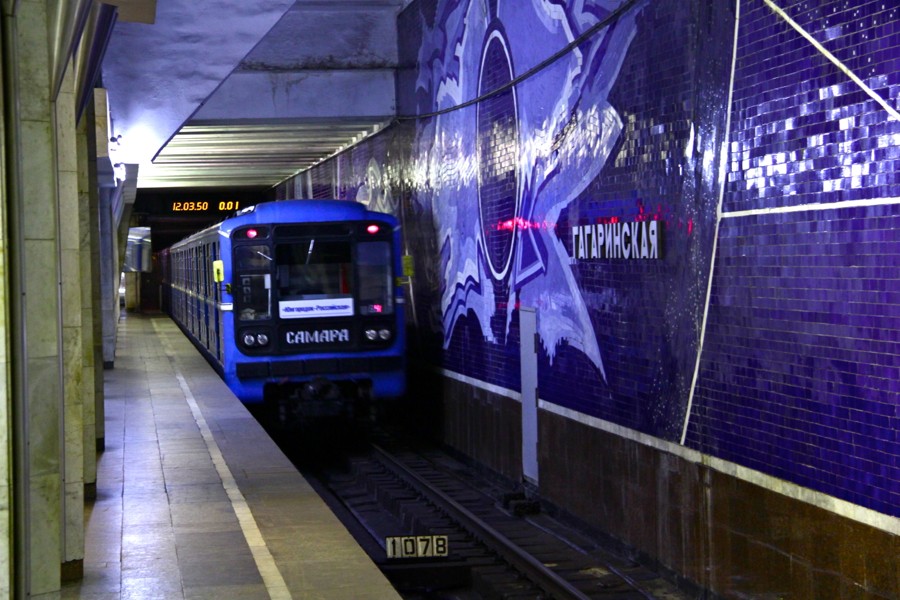
Потяг на станції Гагарінська